# Hybanthus salacioides
Hybanthus salacioides là một loài thực vật có hoa trong họ Hoa tím. Loài này được Schulze-Menz mô tả khoa học đầu tiên năm 1934.